# FK Njoman Hrodna
Der FK Njoman Hrodna (belarussisch ФК Нёман Гродна, russisch ФК Неман Гродно/FK Neman Grodno) ist ein Fußballverein aus der belarussischen Stadt Hrodna. Er spielt in der Wyschejschaja Liha, der höchsten Spielklasse von Belarus. In den Jahren 1993, 2024 und 2025 gewann der Verein mit dem Belarussischen Fußballpokal seine bislang einzigen Drei Titel.

## Geschichte
Der FK Njoman Hrodna wurde 1964 gegründet. Er erhielt den Namen des Flusses Memel (russisch Неман/Neman, belarussisch Нёман/Njoman), an dem Hrodna liegt. Von 1972 bis 1992 hieß er Chimik (Хімік) Hrodna, von 1999 bis 2002 Njoman-Belcard Hrodna.
Nachdem der Verein zuvor in der Sowjetische Zweite Liga genannten dritthöchsten Spielklasse der Sowjetunion aktiv gewesen war, wurde er 1992 Gründungsmitglied der Wyschejschaja Liha, der höchsten Spielklasse des 1991 unabhängig gewordenen Belarus. Dort ist Njoman Hrodna seitdem ohne Unterbrechung vertreten.
Im Jahr 1993 gewann der Verein den Belarussischen Pokal durch einen 2:1-Endspielsieg gegen Wedrytsch Retschyza. Im Europapokal der Pokalsieger 1993/94 scheiterte man anschließend in der Qualifikation am FC Lugano.
Seine beste Platzierung in der Liga erreichte Njoman Hrodna mit der Vizemeisterschaft in der Saison 2002. Nachdem die Mannschaft über die gesamte Rückrunde bis vor dem letzten Spieltag mit bis zu fünf Punkten Vorsprung auf Platz 1 gelegen hatte, büßte sie diesen durch ein 1:1-Unentschieden im letzten Spiel beim FK Dinamo Brest ein und beendete die Saison punktgleich mit dem Ersten BATE Baryssau auf Platz 2. Im fälligen Entscheidungsspiel um die Meisterschaft unterlag sie BATE mit 0:1 nach Verlängerung. Die Vizemeisterschaft berechtigte Njoman zur Teilnahme an der Qualifikation zum UEFA-Pokal 2003/04, wo die Mannschaft nach zwei Unentschieden (1:1 zu Hause und 0:0 auswärts) gegen Steaua Bukarest aufgrund der Auswärtstorregel ausschied.
2005 spielte Njoman ein weiteres Mal international. In der ersten Runde des UEFA Intertoto Cup unterlag man dem FC Tescoma Zlín. In den darauffolgenden Jahren schwankten die nationalen Leistungen des Klubs. In manchen Fällen stand man dem Abstieg nahe – beispielsweise 2010, 2016 oder 2021 –, doch meist fand sich der Klub rund um das obere Mittelfeld der Tabelle wieder. 2013 belegte man nach der Hauptrunde Platz 5, konnte aber im anschließenden Meisterschafts-Play-off noch auf Platz 4 klettern. Der Verein berechtigte sich damit zur Teilnahme an der Qualifikation zur UEFA Europa League 2014/15. Er scheiterte dort in der 2. Runde am isländischen Vertreter FH Hafnarfjörður.
2023 konnte Njoman Hrodna zum zweiten Mal Vizemeister der belarussischen Liga werden. Im Folgejahr besiegte er im Halbfinale des belarussischen Pokals den amtierenden Meister FK Dinamo Minsk. Nachdem das Hinspiel in Minsk mit 0:1 verloren gegangen war, konnte man sich mit einem 2:0-Sieg vor heimischer Kulisse ins Finale kämpfen. Dort bezwang man FK Islatsch Minsk Rajon mit 2:0 und gewann damit den zweiten Vereinstitel. In der 2. Qualifikationsrunde zur UEFA Conference League 2024/25 wird der Verein auf den rumänischen Spitzenklub CFR Cluj treffen.

## Erfolge
- Belarussischer Pokalsieger: 1993, 2024, 2025
- Belarussischer Vizemeister: 2002, 2023, 2024

## Europapokalbilanz
| Saison  | Wettbewerb                    | Runde                  | Gegner            | Gesamt          | Hin     | Rück          |
| ------- | ----------------------------- | ---------------------- | ----------------- | --------------- | ------- | ------------- |
| 1993/94 | Europapokal der Pokalsieger   | Qualifikation          | FC Lugano         | 2:6             | 0:5 (A) | 2:1 (H)       |
| 2003/04 | UEFA-Pokal                    | Qualifikation          | Steaua Bukarest   | (a)1:1(a)       | 1:1 (H) | 0:0 (A)       |
| 2005    | UEFA Intertoto Cup            | 1. Runde               | FC Tescoma Zlín   | 0:1             | 0:1 (H) | 0:0 (A)       |
| 2014/15 | UEFA Europa League            | 2. Qualifikationsrunde | FH Hafnarfjörður  | 1:3             | 1:1 (H) | 0:2 (A)       |
| 2023/24 | UEFA Europa Conference League | 1. Qualifikationsrunde | FC Vaduz          | 3:2             | 2:1 (A) | 1:1 (H)       |
| 2023/24 | UEFA Europa Conference League | 2. Qualifikationsrunde | FC Balzan         | 2:0             | 2:0 (H) | 0:0 (A)       |
| 2023/24 | UEFA Europa Conference League | 3. Qualifikationsrunde | NK Celje          | 1:5             | 0:1 (A) | 1:4 (H)       |
| 2024/25 | UEFA Conference League        | 2. Qualifikationsrunde | CFR Cluj          | 0:5             | 0:0 (A) | 0:5 (H)       |
| 2025/26 | UEFA Conference League        | 1. Qualifikationsrunde | FC Urartu Jerewan | 6:1             | 2:1 (A) | 4:0 (H)       |
| 2025/26 | UEFA Conference League        | 2. Qualifikationsrunde | FC Košice         | 4:3             | 3:2 (A) | 1:1 (H)       |
| 2025/26 | UEFA Conference League        | 3. Qualifikationsrunde | KÍ Klaksvík       | 2:2 (5:4 i. E.) | 0:2 (A) | 2:0 n. V. (H) |
| 2025/26 | UEFA Conference League        | Play-offs              | Rayo Vallecano    | -:-             | -:- (H) | -:- (A)       |

Gesamtbilanz: 22 Spiele, 7 Siege, 8 Unentschieden, 7 Niederlagen, 22:29 Tore (Tordifferenz −7)
Stand: 14. August 2025